# Aaron Austin
Aaron Austin, né le 24 avril 1971 à San Gabriel en Californie, est un acteur pornographique américain, principalement connu pour ses performances dans des films pour adultes de genre homosexuel. Il a également travaillé sous le pseudonyme de Aaron Fiero.

## Biographie et carrière
Aaron Austin commence sa carrière dans l'industrie pornographique au début des années 1990. Très actif pendant cette décennie, il tourne dans de nombreux films, principalement destinés à un public gay. Il se distingue par sa présence charismatique à l'écran et son physique athlétique.
Au fil des années, il acquiert une certaine notoriété dans le milieu et apparaît dans des productions de studios connus tels que Mustang, Falcon Studios et Men of Odyssey. Certains de ses titres les plus remarqués incluent Aaron Austin: A Day in the Life (1993), Size Matters 1 (1996) et Jock Trade Solos (2000).

## Autres activités
Après s’être éloigné des plateaux de tournage, Aaron Austin s’implique dans les aspects techniques de la production cinématographique pour adultes. Il travaille notamment comme ingénieur du son sur le film Who's Your Daddy?.
En 2005, il se reconvertit dans le domaine du sport et du bien-être. Il devient entraîneur personnel à Palm Springs, en Californie, sous le nom de Eric Weaver, et fonde sa propre entreprise : GET-IT Personal Fitness Training.

## Caractéristiques physiques
Selon les informations disponibles, ses mensurations les plus récentes indiquent une taille de 1,70 m et un poids de 82 kg.

## Filmographie sélective

### Vidéographie
| - Jock Trade Solos , 2000 - Ball Toss , 1999 - Enormous Cocks , 1999 - Hand Solo , 1999 - Nordic Dick 2 , 1999 - Assume The Position , 1998 - Auditions 2: Austin the Afflictor , 1998 - Buffed & Sucked , 1998 - Male Tales: The Interactive Game , 1998 - Nut Nectar , 1998 - Penis Flytrap , 1998 - Rim Jobs , 1998 - Slaves for Hire , 1998 - Uncensored: All Male Sex , 1998 - XXX Muscle Men , 1998 - Facial Cumshot Spectacular , 1997 - Hammer It Home , 1997 - Hometown Boys , 1997 - Older & Bolder , 1997 - Aaron Austin & Friends , 1996 - Advanced Male Masturbation Techniques , 1996 - Anal X-Tremes , 1996 - Erotic Confessions , 1996 - Idol In The Sky , 1996 - Playing To Win , 1996 - Size Matters 1 , 1996 | - Steelaway , 1996 - Bi-Witched , 1995 - Bondage in Oil Tagteam Takedown , 1995 - Hot Properties , 1995 - Jock Off J/O , 1995 - Limited Entry , 1995 - Masquerade , 1995 - Risky Sex , 1995 - Sommer Showers , 1995 - The Best Of Cody Foster , 1995 - Bike Bang , 1994 - Fast Moves , 1994 - Hung Up , 1994 - Inside Karl Thomas , 1994 - Insiders , 1994 - Mustang 31: Hands On , 1994 - Mustang 33: The Look of a Man , 1994 - San Francisco Bed & Breakfast , 1994 - Sex Wrestling 1 , 1994 - Stop or I'll Shoot , 1994 - Take it Like a Man , 1994 - The Look of a Man , 1994 - Three Faces of Pain , 1994 - A Day of Decadence , 1993 - Aaron Austin: A Day in the Life , 1993 - Cody Exposed , 1993 | - Falconpac 86: Basic Plumbing , 1993 - Hands On , 1993 - Hidden Agenda , 1993 - Indecent Proposition , 1993 - Jockaholics , 1993 - Jocks Videopac 59: Desert Oasis , 1993 - Junior Varsity , 1993 - Mustang 23: Skin Tight , 1993 - Obsessively Compulsive , 1993 - On the Rise , 1993 - Skin Tight , 1993 - Sunsex Blvd. , 1993 - The Sperminator , 1993 - Choose Me , 1992 - Heads or Tales , 1992 - Into the Night , 1992 - Iron Stallions , 1992 - Mack Pack 3: Splash Tops , 1992 - Memories of Summer , 1992 - Mustang 17: Choose Me , 1992 - Mustang 19: Heads or Tails , 1992 - Single White Male , 1992 - Smells Like a Man , 1992 - Sticky Gloves , 1992 - The Paper Boy , 1992 - Mark Andrews & Friends - Tattoo'd Loveboys |